# Marco Kadlec
Marco Kadlec (28 febbraio 2000) è un calciatore austriaco, centrocampista dell'Amstetten.

## Caratteristiche tecniche
È un trequartista.

## Carriera
Cresciuto nel settore giovanile dell'Admira Wacker M., ha esordito in prima squadra il 20 luglio 2018 disputando l'incontro di ÖFB-Cup perso 1-0 contro il Neusiedl/See.